# Butiá (kommun)
Butiá är en kommun i Brasilien.   Den ligger i delstaten Rio Grande do Sul, i den södra delen av landet, 1 700 km söder om huvudstaden Brasília. Antalet invånare är 20 405.
Följande samhällen finns i Butiá:
- Butiá

I omgivningarna runt Butiá växer i huvudsak städsegrön lövskog. Runt Butiá är det mycket glesbefolkat, med 3 invånare per kvadratkilometer.